# Battle Hymn
Battle Hymn — хеви-метал песня, написанная американской группой Manowar. Эта песня, длиной 6:56 минут включена в дебютный альбом группы Battle Hymns 1982 года, а также наряду с песней Shell Shock, в их первую и единственную демозапись. Она была написана Джоуи Де Майо вместе с Россом Фридменом.

## Описание
Мелодичное вступление играется Джоуи Де Майо на бас-гитаре, настроенной на октаву выше (пикколо-бас), а не на электрогитаре, как может показаться. Песня имеет легко узнаваемое, мелодичное вступление, характерный припев, в котором Эрик Адамс кричит «Kill!». На создание песни музыкантов вдохновили средневековые войны. В ней описывается воображаемая атака десяти тысяч солдат на подразделение противника.

## Критика и влияние
В книге «500 лучших хэви-метал песен всех времен» (The Top 500 Heavy Metal Songs of All Time) канадского музыкального журналиста и главного редактора журнала Brave Words & Bloody Knuckles Мартина Попоффа песня заняла 258 место. Список был составлен на основе опроса проведенного Попоффым среди 18000 хэви-метал музыкантов и поклонников хэви-метал музыки. Попофф охарактеризовал песню, как викинг-балладу. По его мнению, содержание песни почти комично преувеличено. Он также отметил, что группа многократно возвращалась к «формуле», впервые использованной в этой песне и развила её до более сильных результатов.